# Daniël Dee
Daniël Dee (Zuid-Afrika, 12 november 1975) is een Nederlandse dichter.
Dee is geboren in Zuid-Afrika want zijn vader werkte daar toen. Toen hij 4 jaar oud was keerde het gezin terug naar Nederland en ging in Rotterdam wonen.
Zijn gedichten verschenen in diverse literaire tijdschriften (onder andere Passionate, Renaissance en Krakatau) en enkele bloemlezingen (onder andere De Dikke Komrij en Alles voor de liefde). Ook droeg hij zijn gedichten voor door heel Nederland en België (onder andere op Lowlands en Poetry International) en was hij lid van de stad Groninger Dichtclub. Zijn bundel Vierendeel werd door het dichterspanel van de Poëzieclub verkozen tot Poëzieclubkeuze zomer 2005. Hij was de huisdichter van het radiostation Kink FM.
In 2013 was hij stadsdichter van Rotterdam. In 2019 werd een gedicht van Dee als bruggedicht aangebracht op de onderzijde van de Mathenesserbrug.